# Mezőlak vasútállomás
Mezőlak vasútállomás egy Veszprém vármegyei vasútállomás, Mezőlak településen, a MÁV üzemeltetésében. Közúti elérését a 834-es főútból kiinduló és a 8405-ös útig vezető 84 112-es számú mellékút biztosítja.

## Vasútvonalak
Az állomást az alábbi vasútvonalak érintik:
- Győr–Celldömölk-vasútvonal

## Kapcsolódó állomások
A vasútállomáshoz az alábbi állomások vannak a legközelebb:
- Pápa vasútállomás (Győr–Celldömölk-vasútvonal)
- Mihályháza megállóhely (Győr–Celldömölk-vasútvonal)

## Forgalom
| Járat               | Útvonal | Gyakoriság                            |
| ------------------- | --- | ------------------------------------- |
| személyvonat        | Győr – Győr-Gyárváros – Győrszabadhegy – Ménfőcsanak felső – Gyömöre-Tét – Szerecseny – Gecse-Gyarmat – Vaszar – Pápa – Mezőlak – Mihályháza – Vinár – Külsővat – Celldömölk | Kb. 2 óránként                        |
| Tanúhegy sebesvonat | Győr – Győr-Gyárváros – Győrszabadhegy – Ménfőcsanak felső – Gyömöre-Tét – Szerecseny – Gecse-Gyarmat – Vaszar – Pápa – Mezőlak – Mihályháza – Vinár – Külsővat – Celldömölk – Ukk – Sümeg – Tapolca – Raposka – Balatonederics – Balatongyörök – Vonyarcvashegy – Gyenesdiás (← Alsógyene) – Keszthely | Nyáron napi 1 pár                     |
| Rába InterRégió     | Szombathely → Sárvár → Celldömölk → Mezőlak → Pápa → Vaszar → Szerecseny → Gyömöre-Tét → Győrszabadhegy → Győr → Komárom → Tata → Tatabánya → Bicske → Budapest-Kelenföld → Ferencváros → Budapest-Keleti                                                                                               | Iskolaidőben vasárnap 1 Budapest felé |